# Пєров Геннадій Борисович
Генна́дій Бори́сович Пєро́в — полковник Збройних сил України. Заслужений працівник соціальної сфери України (2015).

## З життєпису
Народився 23 січня 1963 року в місті Києві.
У 1984 році закінчив Львівське вище військово–політичне училище. По закінченню училища три роки проходив військову службу на посадах, пов'язаних з вихованням особового складу, в окремому автомобільному батальйоні Київського військового округу.
В 1986 році із підпорядкованою ротою брав участь у ліквідації аварії на Чорнобильській АЕС.
З 1987 по 1991 рік — помічник начальника політвідділу тилу Київського військового округу.
З 1992 року — офіцер (по правовому вихованню) соціально-психологічної служби Головного військового клінічного госпіталю, з 1995 року — старший офіцер (по правовому вихованню), згодом старший офіцер (з морально — психологічного забезпечення військової дисципліни).
З 2000 року — заступник начальника госпіталю з виховної роботи.
В 2000—2004 роках — депутат Печерської районної ради у м. Київ.
У 2011 році заочно закінчив Переяслав-Хмельницький державний педагогічний університет імені Григорія Сковороди.
З вересня 2015 року працює на посаді заступника начальника Національного військово-медичного клінічного центру «Головний військовий клінічний госпіталь» по роботі з особовим складом — начальником відділу.

## Нагороди
За вірність військовій присязі під час бойових дій та при виконанні службових обов'язків, відзначений:
- почесним званням заслуженого працівника соціальної сфери України.[1]
- орденом Данила Галицького[2]